# Rue du Railway
 (août 2025).
Motif : Rue sans notoriété évidente. Sources secondaires semblent absentes.
- Archive Wikiwix
- Bing
- Cairn
- DuckDuckGo
- E. Universalis
- Gallica
- Google
- G. Books
- G. News
- G. Scholar
- Persée
- Qwant
- (zh) Baidu
- (ru) Yandex
- (wd) trouver des œuvres sur Wikidata

| 1. | Préciser le motif de la pose du bandeau. | Précisez le motif de la pose du bandeau en utilisant la syntaxe suivante : {{admissibilité à vérifier\|date=août 2025\|motif=remplacez ce texte par le motif}}                      |
| 2. | Informer les utilisateurs concernés.     | Pensez à avertir le créateur de l'article, par exemple, en insérant le code ci-dessous sur sa page de discussion : {{subst:avertissement admissibilité à vérifier\|Rue du Railway}} |

 (août 2025).
Si vous disposez d'ouvrages ou d'articles de référence ou si vous connaissez des sites web de qualité traitant du thème abordé ici, merci de compléter l'article en donnant les références utiles à sa vérifiabilité et en les liant à la section « Notes et références ».
La rue du Railway (aussi en néerlandais) est une impasse bruxelloise de la commune d’Auderghem qui aboutit à l’avenue Tedesco sur une longueur de 100 mètres.

## Historique et description
En 1843, l'Atlas des Communications représente ce sentier sous le no 39, traversant les champs (Auderghemveld) du rentier Augustin Dupont (de Rotterdam) jusqu’à Woluwe-Saint-Pierre. Il devint ultérieurement la propriété d’Henri de Brouckère. 
En 1877, elle est scindée par la nouvelle voie ferrée Bruxelles-Auderghem, créant une impasse entre l’avenue Tedesco actuelle et la ligne. C’est pourquoi le conseil la nomma impasse du Chemin de Fer, le 14 mai 1882. Elle fut aménagée en même temps que la place Govaert et les avenues Tedesco, Genicot et des Nénuphars sur les terrains de de Brouckère.
Le 2 mai 1914, le collège renomma l’impasse en rue du Chemin de Fer.
En 1917, la ruelle changea de nom pour éliminer des doublons en Région bruxelloise. Elle s’appellerait désormais rue du Railway – Spoorbaanstraat. La traduction a entretemps disparu au profit du nom unique anglais.

## Notes et références

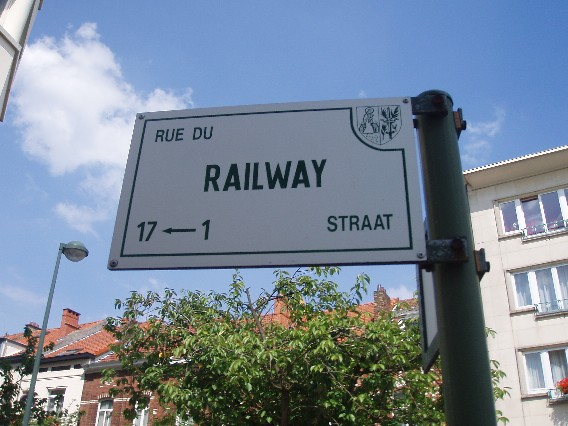
Plaque indiquant la rue.